# Селігерієві
Селігерієві (Seligeriaceae) — родина мохів підкласу Dicranidae.